# HD 65442
HD 65442，又名CD-42 3717，SAO 219186、HR 3111，是一颗恒星，视星等为6.09，位于銀經257.39，銀緯-7.02，其B1900.0坐标为赤經7h 53m 36.7s，赤緯-42° -7.02′ 18″。